# Shogo Kobara
Shogo Kobara (小原 章吾 Kobara Shogo?, nacido el 2 de noviembre de 1982 en Kanagawa) es un exfutbolista japonés. Jugaba de defensa y su último club fue el Ehime FC de Japón.

## Trayectoria

### Clubes
| Club                | País  | Año         |
| ------------------- | ----- | ----------- |
| Yokohama F. Marinos | Japón | 2001 - 2003 |
| Vegalta Sendai      | Japón | 2004        |
| Montedio Yamagata   | Japón | 2005 - 2009 |
| Ehime FC            | Japón | 2010        |
| Avispa Fukuoka      | Japón | 2011 - 2012 |
| Ehime FC            | Japón | 2013        |

## Estadística de carrera

### J. League
| Club                | Año   | J. League | J. League | Copa J. League | Copa J. League | Total | Total |
| Club                | Año   | Part.     | Goles     | Part.          | Goles          | Part. | Goles |
| ------------------- | ----- | --------- | --------- | -------------- | -------------- | ----- | ----- |
| Yokohama F. Marinos | 2001  | 5         | 0         | 2              | 0              | 7     | 0     |
| Yokohama F. Marinos | 2002  | 5         | 0         | 5              | 0              | 10    | 0     |
| Yokohama F. Marinos | 2003  | 1         | 0         | 1              | 0              | 2     | 0     |
| Vegalta Sendai      | 2004  | 26        | 0         | -              | -              | 26    | 0     |
| Montedio Yamagata   | 2005  | 35        | 1         | -              | -              | 35    | 1     |
| Montedio Yamagata   | 2006  | 43        | 4         | -              | -              | 43    | 4     |
| Montedio Yamagata   | 2007  | 35        | 2         | -              | -              | 35    | 2     |
| Montedio Yamagata   | 2008  | 18        | 2         | -              | -              | 18    | 2     |
| Montedio Yamagata   | 2009  | 14        | 2         | 3              | 0              | 17    | 2     |
| Ehime FC            | 2010  | 26        | 2         | -              | -              | 26    | 2     |
| Avispa Fukuoka      | 2011  | 20        | 0         | 1              | 0              | 21    | 0     |
| Avispa Fukuoka      | 2012  | 23        | 1         | -              | -              | 23    | 1     |
| Ehime FC            | 2013  | 20        | 0         | -              | -              | 20    | 0     |
| Total               | Total | 271       | 14        | 12             | 0              | 283   | 14    |

## Palmarés

### Títulos nacionales
| Título         | Club                | País  | Año  |
| -------------- | ------------------- | ----- | ---- |
| Copa J. League | Yokohama F. Marinos | Japón | 2001 |
| J1 League      | Yokohama F. Marinos | Japón | 2003 |